# 내 이름은 돌러마이트
《내 이름은 돌러마이트》(영어: Dolemite Is My Name)는 2019년에 개봉된 미국의 전기 코미디 영화이다. 2019년 9월 7일 제44회 토론토 국제 영화제에서 전 세계 최초로 상영되었고, 10월 4일 제한 개봉되었으며, 10월 25일에 넷플릭스에서 스트리밍을 시작하였다.

## 출연진
- 에디 머피 - 루디 레이 무어 역
- 데이바인 조이 랜돌프 - 레이디 리드 역
- 키건마이클 키 - 제리 존스 역
- 마이크 엡스 - 지미 린치 역
- 크레이그 로빈슨 - 벤 테일러 역
- 타이터스 버지스 - 시어도어 토니 역
- 웨슬리 스나이프스 - 더빌 마틴 역
- 팁 T.I. 해리스
- 코디 스밋맥피
- 론 시퍼스 존스
- 크리스 록 -
- 스누프 도그
- 밥 오든커크
- 배리 셔바카 헨리
- 타샤 스미스